# Zawado
 (novembre 2010).
Si vous disposez d'ouvrages ou d'articles de référence ou si vous connaissez des sites web de qualité traitant du thème abordé ici, merci de compléter l'article en donnant les références utiles à sa vérifiabilité et en les liant à la section « Notes et références ».
Jan-Waclaw Zawadowski, dit Zawado, (Pologne russe 1891 - Aix-en-Provence 1982),  est un peintre polonais, de l'École de Paris, proche du Postimpressionnisme.
Pour toute demande ou information voici son site officiel : http://www.zawado.net/

## Biographie
À 13 ans le jeune Zawadowski découvre la peinture française. En 1910, il entre dans l’atelier du professeur Józef Pankiewicz, à l’École des beaux-arts de Cracovie. En 1912, ce dernier l’encourage à se rendre à Paris. Après un  court séjour à La Ruche (cité d'artistes), il s’installe à Montmartre. Il devient ensuite l’un des acteurs de la communauté artistique de Montparnasse. Il signe alors son unique contrat d’exclusivité avec le marchand de tableaux allemand : Paul Cassirer qui lui organise plusieurs expositions en Allemagne. Pendant la guerre, il demeure quatre années en Espagne, notamment à Madrid, où il retrouve ses amis peintres polonais ainsi qu’Arthur Rubinstein. 
En 1919, la guerre terminée, il peut alors rentrer à Paris.
En 1920, Modigliani vient de mourir et Zawado reprend son atelier. L’été, souvent en compagnie d’autres artistes, Zawado se rend vers leurs destinations favorites : à Saint-Cirq Lapopie, à Collioure en même temps que Foujita, à Sanary ou à Le Blanc, ainsi qu’en Bretagne pour y peindre des paysages. Très lié avec Léopold Zborowski, un des grands marchands d’art moderne et notamment de Modigliani, il lui confie la vente de ses tableaux. C’est celui-ci qui lui demande de signer ses œuvres : Zawado. En 1928, il entre au « Cercle des artistes polonais à Paris ». Entre 1920 et 1930, il participe à la vie artistique de la première Ecole de Paris. Il y côtoie de très nombreux écrivains, musiciens et peintres bien évidemment. Il expose en Pologne, à Paris (à la Galerie Bénézit) et à Londres. En 1930, Zawado commence à séjourner à Aix-en-Provence. En 1938, il prend la direction, à Paris, de l’Institut polonais des beaux-arts. 
En 1945, il s’installe définitivement à Aix, mais garde un atelier à Paris. Dans les années soixante, ont lieu les premières grandes expositions personnelles à Aix, en particulier à la Galerie Spinazzola. Désormais Zawado expose surtout dans le midi de la France. Cependant une très grande rétrospective a lieu en 1975 à Cracovie, suivie en 1976 d’une exposition personnelle à New-York. C’est dès lors tout un monde, fait d’écrivains, de musiciens et surtout de peintres qui viennent lui rendre visite. Georges Duby, à propos de la rétrospective de 1991, à la Galerie de la Prévôté à Aix écrit : « …la méditation de Zawado devant la lumière de ce pays s’est ainsi poursuivie pendant un demi-siècle, et l’on discerne dans son œuvre aujourd’hui, rassemblée, ce que sous cette méditation, il apportait avec lui des origines : un émoi devant la couleur portée à sa plus forte vivacité, et cette fougue surtout, qui emporte la composition dans le jaillissement des bourrasques… »

## Œuvre
Essentiellement des paysages et des natures mortes parmi lesquelles de nombreux bouquets, ses ateliers d’artistes et quelques portraits, témoins principaux de ses cinquante années passées en Provence ; des aquarelles, notamment les environs d’Aix-en-Provence, le lac de Garde, et l’Espagne.